# Невес, Тиаго
Тиаго Невес (порт.-браз. Thiago Neves Augusto; 27 февраля 1985, Куритиба) — бразильский футболист, полузащитник клуба «Спорт Ресифи».

## Биография
Лучший футболист чемпионата Бразилии 2007 года. В 2008 году дебютировал в сборной Бразилии, а его клуб «Флуминенсе» впервые в своей истории вышел в финал самого престижного клубного турнира Южной Америки — Кубка Либертадорес.
После окончания Кубка Либертадорес перешёл в германский клуб «Гамбург». Несмотря на то, что Тиаго являлся уже игроком сборной Бразилии, руководство «Гамбурга» по непонятным причинам не очень доверяло талантливому игроку (хотя у футболиста был некоторый период, когда он не мог играть из-за травмы) и Невес ушёл из команды в начале 2009 года.
Новость о переходе Невеса в саудовский клуб «Аль-Хиляль» за 7 млн евро повергла в шок всю футбольную общественность Бразилии. Руководство клуба «Флуминенсе» применило все рычаги, чтобы взять своего бывшего игрока в аренду и «трёхцветным» это с успехом удалось. В пяти первых матчах за «Флу» Невис отличился четыре раза, продемонстрировав в очередной раз высочайший уровень своей игры.
В июне 2009 года Тиаго Невес вернулся в Саудовскую Аравию. В начале 2011 года Тиаго Невес перешёл во «Фламенго», где он действовал в атакующей связке с Роналдиньо, с которым уже играл в сборной Бразилии. В 2012 году вернулся во «Флуминенсе». После очередного ближневосточного периода в своей карьере в 2017 году Тиаго Невес вернулся на родину, подписав контракт с «Крузейро».

## Интересные факты
В 2009 году был удалён с поля, после того, как в матче с клубом «Агия» ударил мальчика, подающего мячи.

## Достижения
- Чемпион штата Рио-де-Жанейро: 2011
- Чемпион Бразилии: 2012
- Чемпион Кубка Бразилии (2): 2007, 2017
- Чемпион Саудовской Аравии: 2009/10
- Обладатель Кубка наследного принца Саудовской Аравии: 2010
- Обладатель «Золотого мяча» лучшего игрока чемпионата Бразилии: 2007
- Бронзовый призёр Олимпийских игр: 2008